# Coup d'État de 1992 en Sierra Leone

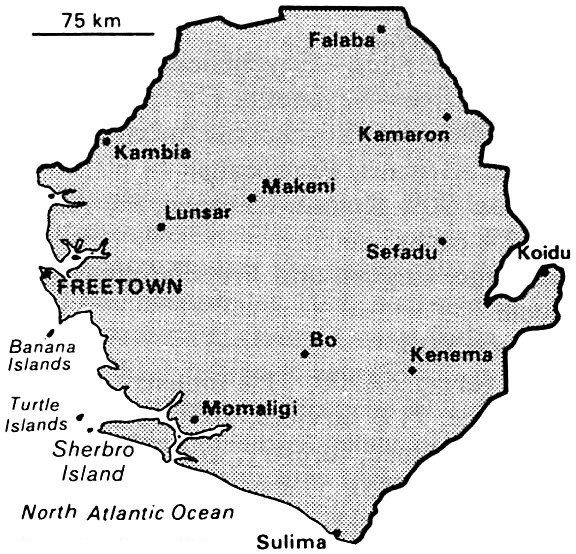
carte du sierra Leone

Le coup d'État du 29 avril 1992 au Sierra Leone fut commandité par un groupe de jeunes officiers militaires, dirigés par le capitaine Valentine Strasser alors âgé de 25 ans, et eut pour but le renversement du gouvernement de Sierra Leone.
Le coup d'État fut un succès pour les putschistes qui intronisèrent Valentine Strasser président du Sierra Leone et déposèrent de ce fait le président en place Joseph Saidu Momoh. Ceux-ci interdirent également tous les partis politiques, supprimèrent le Parlement, déclarèrent l'état d'urgence et fondèrent le Conseil national provisoire de gouvernement (NPRC).